# Gynoplistia (Gynoplistia) cuprea cuprea
Gynoplistia (Gynoplistia) cuprea cuprea is een ondersoort van de tweevleugelige Gynoplistia (Gynoplistia) cuprea uit de familie steltmuggen (Limoniidae). De ondersoort komt voor in het Australaziatisch gebied.